# Peter Qvortrup Geisling
Peter Qvortrup Geisling (født 13. april 1962) er en dansk læge og journalist. Han er mest kendt for magasinprogrammet Lægens bord, der sendtes på DR1 i årene 1997-2005.

## Uddannelse
Peter Qvortrup Geisling blev uddannet som læge i 1992. Samtidig med lægestudiet læste han en tillægsuddannelse ved Danmarks Journalisthøjskole, og i 1990 blev han uddannet journalist.
Ved siden af studiet var han både instruktør og tekstforfatter på flere medicinerrevyer som opførtes i Stakladen i Aarhus. Geisling bliver ofte omtalt som ekspert i medierne men har ifølge Sundhedsstyrelsens Autorisationsregister ikke gennemført en speciallægeuddannelse.

## TV-karriere
Peter Qvortrup Geisling er mest kendt for Lægens Bord, hvor han var studievært fra 1997 til 2005. Herefter holdt han pause som fast studievært på tv, men var bl.a. vært ved Prins Christians dåb på DR1 i 2006 sammen med Natasja Crone. DR tilbød ham senere at blive lægen, der gav gode råd i sundhedsprogrammet Ha' det godt på DR1 sammen med Puk Elgård (senere Sisse Fisker og Marianne Florman). I 2008 blev han studievært på Diagnose søges, der ligeledes er fra DR1.
Han arbejder stadig med sundhedsstof hos DR og optræder desuden lejlighedsvis som studievært og konferencier. Peter arbejder også som foredragsholder og forfatter.
Derudover har han ansvar for DR's sundheds hjemmeside www.dr.dk/sundhed.[kilde mangler]
I 2005 var Peter Qvortrup Geisling i Grønland, hvor han var vært for DR's program om den 100 år gamle opdagelsesrejse Danmark Ekspeditionen, som Ludvig Mylius-Erichsen var anfører for og også omkom under.
I 2006 deltog han i Kom til middag på DR1 sammen med Jeanne Boel, Mads Christensen og Joan Ørting.
I oktober 2003 modtog Peter Qvortrup Geisling en livsglædepris fra Astrid Hartvig, Sundhedshøjskolen Diget. Han modtog prisen for sin positive formidling i Lægens Bord.
I marts 2020 genopstod det tidligere TV-program Lægens Bord i forbindelse med Corona-krisen.

## Privatliv
19. oktober 2010 blev Peter Qvortrup Geisling far til en datter. Moderen er Christina Maria Meldola.